# Gervasio Gestori
Gervasio Gestori (ur. 1 lutego 1936 w Barlassina, zm. 6 stycznia 2023) – włoski duchowny rzymskokatolicki, w latach 1996–2013 biskup San Benedetto del Tronto-Ripatransone-Montalto.

## Życiorys
Święcenia kapłańskie przyjął 28 czerwca 1959. 21 czerwca 1996 został mianowany biskupem San Benedetto del Tronto-Ripatransone-Montalto. Sakrę biskupią otrzymał 7 września 1996. 4 listopada 2013 przeszedł na emeryturę.